# امباتوفیتورهانا
امباتوفیتورهانا (به لاتین: Ambatofitorahana) یک سکونتگاه مسکونی در ماداگاسکار است که در آمورونئی مانیا واقع شده‌است.

## خصوصیات
امباتوفیتورهانا ۷٬۰۰۰ نفر جمعیت دارد و ۱٬۶۵۷ متر بالاتر از سطح دریا واقع شده‌است.